# 大村次郷
大村 次郷（おおむら つぐさと、1941年 - ）は、日本の写真家、文筆家。
満洲生まれ。岩手県出身。エトロフ事件で捕虜となった大村治五平の子孫で、弟は考古学者の大村幸弘。作家の森荘已池は伯父（母親の兄）。
多摩芸術学園写真科・青山学院大学卒業。濱谷浩に師事。オリエント、インド、中国を中心にルポルタージュを手がける。『シルクロード』『文明の道』などのNHK特集（スペシャル）に参加。

## 著書
- 『聖なるカトマンズ ネパール』山と溪谷社　1977　山渓フォト・ライブラリー
- 『アジア食文化の旅』1989　朝日文庫
- 『新アジア漫遊』1994　朝日文庫
- 『遺跡が語るアジア カラー版』2004　中公新書
- 『シルクロード歴史と今がわかる事典』2010　岩波ジュニア新書

## 写真
- 那谷敏郎『インドの黄金寺院』1981　平凡社カラー新書 聖域行
- 『NHK海のシルクロード 写真集 第4巻』NHK取材班編　日本放送出版協会　1989
- 鈴木董『図説・イスタンブール歴史散歩』河出書房新社　1993
- 『釈尊 その前生と生涯の美術』日本放送出版協会　1994
- 安田治樹編『図説ブッダ』河出書房新社　1996　「ブッダの生涯」文庫
- 辛島昇、坂田貞二編『北インド』『南インド』山川出版社　1999　世界歴史の旅
- 立川武蔵『アジャンタとエローラ インドデカン高原の岩窟寺院と壁画』集英社　2000　アジアをゆく
- 高田修監修・著『アジャンタ壁画』日本放送出版協会　2000
- 辛島昇『海のシルクロード 中国・泉州からイスタンブールまで』集英社　2000　アジアをゆく
- 桜井由躬雄『米に生きる人々 太陽のはげまし、森と水のやさしさ』集英社　2000　アジアをゆく
- 荒俣宏『獅子 王権と魔除けのシンボル』集英社　2000　アジアをゆく
- 大村幸弘『トルコ』山川出版社　2000　世界歴史の旅
- 那谷敏郎『龍と蛇 ナーガ 権威の象徴と豊かな水の神』集英社　2000　アジアをゆく
- 大村幸弘『カッパドキア トルコ洞窟修道院と地下都市』集英社　2001　アジアをゆく
- 山折哲雄『ブッダの教え 仏教二五〇〇年の流れ』集英社　2001　アジアをゆく
- 石澤良昭『アンコールからのメッセージ』山川出版社　2002
- 野中恵子『イスタンブール歴史の旅 世界遺産』小学館　2002　ショトルトラベル
- 立川武蔵『シヴァと女神たち』山川出版社　2002
- 石井溥『ヒマラヤの「正倉院」 カトマンズ盆地の今』山川出版社　2003
- 『写真集新シルクロード』稲越功一、長倉洋海、林義勝共著　日本放送出版協会　2005
- 石澤良昭監修・著『アンコールの仏像』日本放送出版協会　2007
- 芦原伸『風街道シルクロードをゆく』ダイヤモンド・ビッグ社 2007　地球の歩き方books
- 『いっぷくの情景 「嗜み」からよみとく現代アジア』井上隆史、高橋忠彦、小西正捷、加藤九祚、松原正毅共著　千里文化財団　2008
- 池上俊一『イタリア 建築の精神史』山川出版社　2009　世界歴史の旅
- 辛島昇『インド・カレー紀行 カラー版』2009　岩波ジュニア新書
- 立川武蔵『聖なる幻獣』2009　集英社新書ヴィジュアル版
- 立川武蔵『ヒンドゥーの聖地』山川出版社　2009　世界歴史の旅

## 参考
- 紀伊国屋書店「歴史と今が分かるシルクロード」